# Roxy Music
Roxy Music je britanski rock sastav iz Londona. Osnovali su ga u studenom 1970. pjevač Bryan Ferry i basist Graham Simpson. Ostali članovi su Phil Manzanera (gitara), Andy Mackay (saksofon i oboa) te Paul Thompson (bubnjevi). Najpoznatiji bivši član sastava eksperimentalni je glazbenik Brian Eno. Nakon 18-godišnje stanke, sastav se ponovo okupio 2001. godine, a u međuvremenu su Ferry i Eno ostvarili zavidne solo karijere. Roxy Music nastupaju i danas, premda su posljednji studijski album izdali još 1982. godine.
Časopis Rolling Stone svrstao je album Avalon među 100 najznačajnijih albuma 1980-ih.
Žanrovski se Roxy Music svrstavaju u art rock i glam rock te među pripadnike Novog vala. Na njihovu su glazbu utjecali brojni britanski sastavi i glazbenici, kao što su The Beatles, King Crimson, David Bowie, Elton John, Pink Floyd, The Kinks, The Move, The Rolling Stones, Traffic, The Who, The Creation i The Pretty Things. Na Briana Enoa utjecao je eksperimentalni zvuk The Velvet Undergrounda.

## Članovi

### Trenutačna postava
- Bryan Ferry – vokal, klavijature (1971. – 1983.; 2001.–danas)
- Andy Mackay – saksofon, oboa (1971. – 1983.; 2001.–danas)
- Paul Thompson – bubnjevi (1971. – 1980.; 2001.–danas)
- Phil Manzanera – električna gitara (1972. – 1983.; 2001.–danas)

### Bivši članovi
- Brian Eno – klavijature (1971. – 1973.)
- Graham Simpso – bas-gitara (1971. – 1972.)
- David O'List - električna gitara (1971. – 1972.)
- Dexter Lloyd - bubnjevi (1971.)
- Peter Paul - bas-gitara (1972.)
- Rik Kenton - bas-gitara (1972.)
- John Porter - bas-gitara (1973.)
- Eddie Jobson – klavijature, violina (1973. – 1976.)
- John Gustafson - bas-gitara (1973. – 1975.)
- John Wetton - bas-gitara (1975. – 1976.)
- Paul Carrack - klavijature (1978. – 1983.)
- Alan Spenner - bas-gitara (1978. – 1983.)
- Gary Tibbs - bas-gitara (1978. – 1980.)
- Andy Newmark - bubnjevi (1980. – 1983.)
- Neil Hubbard - električna gitara (1980. – 1983.)
- Jimmy Maelen - udaraljke (1981. – 1983.)

## Diskografija
- Roxy Music (1972.)
- For Your Pleasure (1973.)
- Stranded (1973.)
- Country Life (1974.)
- Siren (1975.)
- Manifesto (1979.)
- Flesh and Blood (1980.)
- Avalon (1982.)

## Vanjske poveznice
- Službena stranica (engl.)